# Böhmfeld
Böhmfeld è un comune tedesco di 1 627 abitanti, situato nel land della Baviera, all'interno del circondario di Eichstätt, in Alta Baviera. Il comune ha una superficie di 16,26 km² e si trova ad un'altitudine di 487 metri sul livello del mare. Il codice postale è 85113, e il prefisso telefonico è 08406. La targa automobilistica è "El", che corrisponde al circondario di Eichstätt. L'attuale sindaco è Jurgen Nadler.